# Florencia Lozano
Florencia Lozano (Princeton, 16 de dezembro de 1969) é uma atriz norte-americana, conhecida pela participação na série Narcos.